# 李笃安
李笃安主教（1927年6月13日—2006年5月25日），圣名安多尼，是天主教西安教区的主教。他出生于西安市临潼区邱家庄一个世代笃信天主教的农民家庭。1938年进入西安教区小修院学习，1951年4月11日由周维道主教手中领取铎职。1951年5月到1954年10月5日，在西安总堂担任总务及副本堂之职。1954年10月5日因坚持信仰三次被捕入狱，共计19年。1979年12月26日平反释放，在公义堂区任本堂神父，1987年4月5日晋升为西安教区主教。2004年检查出身患癌症。2006年5月25日，因患肝癌去世，享年78岁。

## 教会和社会贡献

### 教会方面
在任职期间，恢复，修建和新增教堂40多座(所)。
先后参与创办落实和扩大陕西天主教神哲学院、陕西天主教神哲学院修女培训部、陕西天主教神哲学院备修院。
派遣大批本教区及兄弟教区的神父，修士修女和教友出国深造交流学习，或在国内大学进修专业知识。
他推动教会的合一，倡导地上和地下教会对话与合作，并同基督教和其他宗教举行信仰经验的交谈和学术的交流。他曾多次邀请陕西省基督教圣经学校的主内兄弟姊妹共同举办圣诞节联欢晚会。也曾多次邀请有关人士为教会神职人员和修士修女讲解佛教、道教、伊斯兰教等宗教信仰和教义知识。他也多次邀请西安交大，西北大学等高等学府教授，导师和学生到陕西神哲学院交流，演讲和授课。

### 社会方面
创建协办天主教崇德学院（1991-1997年)。当时此校以电子计算机专业为主。
1997年派遣圣母会修女到全国各地学习教育智障儿童的特教专业知识，于2001年9月开办了西安教区博爱园，关怀和教育智障儿童。
2002年7月正式成立国内首个天主教慈善机构：天主教西安教区社会服务中心。引进并与国际组织合作为省内外贫困地区修建小学，打井引水，修桥修路，手术医疗等社会慈善事业服务。
2002年成立“红枫林之家”，李主教委派耶稣圣心会修女宣传预防艾滋病知识，倡导关爱和服务艾滋感染者。
李笃安主教关心和探望商州山区里的麻风病院，派教会人士和修女们为麻风病人服务，见证基督和教会的临在。于2003年成立西安教区商州仁爱园，资助并提供照顾麻风病人的子女和孤苦儿童的食宿及学费。

## 重大事件
2000年1月6日，北京举行六位未经教廷批准的祝圣主教礼仪，李笃安主教回绝邀请并挺住政府的重压坚决不前往出席非法礼仪。
2000年10月1日，教宗册封一百二十位中华殉道圣人庆典，政府组织各地教会大事负面宣扬和反对封圣活动，李笃安主教依然坚强的拒绝参加反封圣运动和会议。
此后他被政府官员盘问，批评和教育，并禁止他邀请外籍和港澳台教授来陕西神哲学院授课。
教宗本笃十六世特邀李笃安主教，上海金鲁贤主教，凤翔李镜峰主教和齐齐哈尔魏景仪主教参加2005年十月在罗马的世界主教会议，但因政府阻挠四人都未能前往。
2005年十一月已重病住院的李笃安主教得知曾因政府侵占的教产即西安南堂隔壁的五星街小学，本应在另迁至新址时归还教会地产，而政府官员伙同小学领导将地产买给开发商，十多位修女为维护教产被夜间入侵的二十多名壮男拳打脚踢，手无缚鸡之力的四五名修女被他们用利器制成重伤的噩耗而伤心难过。李主教要求政府清查殴打修女事件，并以极大的忍耐承受政府的说辞，最后穷其教区钱款买回此地产，使修女们能安心留在市中心为天主作见证和教会服务。

## 生前夙愿
李笃安主教曾先后派遣多名教友前往欧美等国进修专研，希望他们能学成回国组建一所大学，李主教生前一心想开办一所天主教大学为国家、社会培养人才，但因种种原因未能实现。寄望后辈神长信友能为此事努力，早日满其心愿。
李笃安主教曾切实盼望中梵建交，利国利民，为教会能团结合一，信友能平安自由的度宗教生活。现不知此愿何时能实现。